# صومعه سانتا ماریا د گوادالوپه
صومعه سلطنتی سانتا ماریا د گوادالوپ (اسپانیایی: Real Monasterio de Santa María de Guadalupe) یک مؤسسه کاتولیک رومی صومعه‌ای است که در قرن چهاردهم ساخته شده و در گوآدالوپه در اکسترمادورا، اسپانیا واقع شده است. این صومعه در دامنه شرقی سیرا دلاس ویلورکاس قرار دارد و یکی از مهم‌ترین و زیباترین صومعه‌های کشور به مدت بیش از چهار قرن بوده است. یونسکو این مکان را در سال ۱۹۹۳ به عنوان میراث جهانی اعلام کرد.